# Xinshi
Xinshi (cinese tradizionale: 新市鄉; pinyin: Xīnshì Xīang; Tongyong Pinyin: Sinshìh Cyu; Wade-Giles: Hsin-shih Hsiang; tradotto letteralmente come Nuovo mercato) è una città rurale situata nella parte centrale della municipalità di Tainan, a Taiwan. Il nome storico della città era Sinckan (新港; Xingang, letteralmente Nuovo porto), omonimo della lingua Sinckan e dei manoscritti Sinckan.
Nell'area di Xinshi giace parte del Tainan Science Park, fondato nel 1996.